# Peniagone mossmani
Peniagone mossmani is een zeekomkommer uit de familie Elpidiidae.
De wetenschappelijke naam van de soort werd in 1908 gepubliceerd door Clément Vaney.